# Mobile-ITX

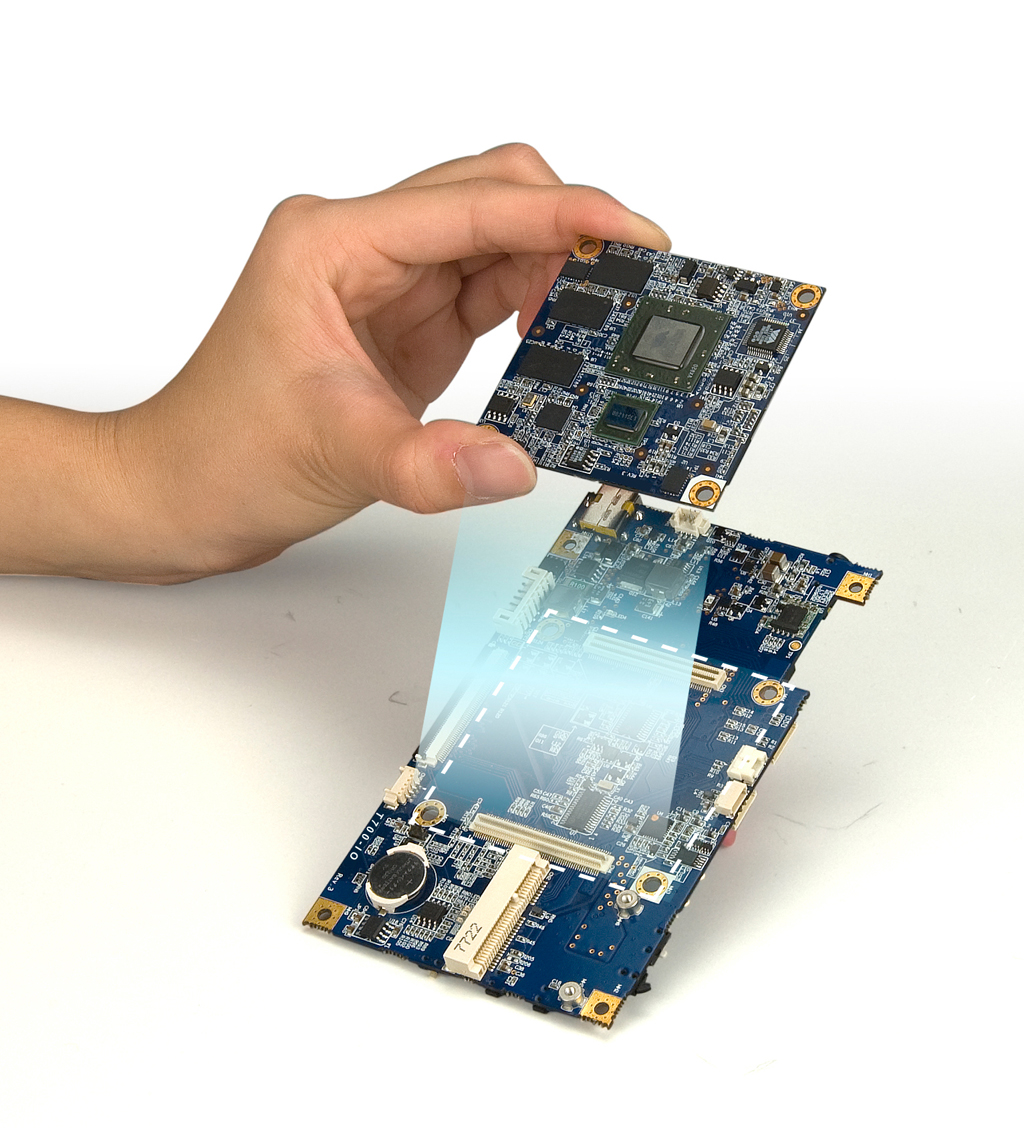
Mobile-ITXマザーボード(上)とベースボード(下)

Mobile-ITX(モバイル・アイティーエックス)とは、VIA Technologiesが開発したマザーボードのフォームファクタの一つである。Pico-ITXよりもさらに小さく、マザーボードのサイズは60mm×60mmである。VIAが2007年6月6日に発表した初期のMobile-ITXのサイズは75mm×45mmであった。
Mobile-ITX規格のマザーボードにはCPUやグラフィックス機能を統合したチップセットといった主要機能が搭載されているが単体では使用できない。これはI/Oインターフェースなどを搭載したベースボードと併用することで使用可能になる。